# Astropanax
Astropanax is een geslacht uit de klimopfamilie (Araliaceae). De soorten komen voor in tropisch Afrika en op de eilanden in de westelijke Indische Oceaan.

## Soorten
- Astropanax abyssinicus (Hochst. ex A.Rich.) Seem.
- Astropanax barteri Seem.
- Astropanax evrardii (Bamps) Lowry, G.M.Plunkett, Gostel & Frodin
- Astropanax goetzenii (Harms) Lowry, G.M.Plunkett, Gostel & Frodin
- Astropanax humblotianus (Drake) Lowry, G.M.Plunkett, Gostel & Frodin
- Astropanax kivuensis (Bamps) Lowry, G.M.Plunkett, Gostel & Frodin
- Astropanax mannii (Hook.f.) Seem.
- Astropanax monophyllus (Baker) Lowry, G.M.Plunkett, Gostel & Frodin
- Astropanax myrianthus (Baker) Lowry, G.M.Plunkett, Gostel & Frodin
- Astropanax polysciadius (Harms) Lowry, G.M.Plunkett, Gostel & Frodin
- Astropanax procumbens (Hemsl.) Lowry, G.M.Plunkett, Gostel & Frodin
- Astropanax stolzii (Harms) Lowry, G.M.Plunkett, Gostel & Frodin
- Astropanax tessmannii (Harms) Lowry, G.M.Plunkett, Gostel & Frodin
- Astropanax urostachyus (Harms) Lowry, G.M.Plunkett, Gostel & Frodin
- Astropanax volkensii (Harms) Lowry, G.M.Plunkett, Gostel & Frodin